# Nemaha (Iowa)
Nemaha es una ciudad ubicada en el condado de Sac en el estado estadounidense de Iowa. En el Censo de 2010 tenía una población de 85 habitantes y una densidad poblacional de 443,5 personas por km².

## Geografía
Nemaha se encuentra ubicada en las coordenadas 42°30′54″N 95°5′20″O / 42.51500, -95.08889. Según la Oficina del Censo de los Estados Unidos, Nemaha tiene una superficie total de 0.19 km², de la cual 0.19 km² corresponden a tierra firme y (0%) 0 km² es agua.

## Demografía
Según el censo de 2010, había 85 personas residiendo en Nemaha. La densidad de población era de 443,5 hab./km². De los 85 habitantes, Nemaha estaba compuesto por el 88.24% blancos, el 3.53% eran afroamericanos, el 0% eran amerindios, el 1.18% eran asiáticos, el 0% eran isleños del Pacífico, el 7.06% eran de otras razas y el 0% pertenecían a dos o más razas. Del total de la población el 12.94% eran hispanos o latinos de cualquier raza.